# تپه دریاتپه‌سی
تپه دریا تپه سی مربوط به هزاره اول قبل از میلاد است و در شهرستان بناب، بخش مرکزی، ۸ کیلومتری جاده بناب به تبریز واقع شده و این اثر در تاریخ ۷ مهر ۱۳۸۱ با شمارهٔ ثبت ۶۱۵۱ به‌عنوان یکی از آثار ملی ایران به ثبت رسیده است.